# E.123
E.123 es un estándar internacional de la Unión de estandarización (ITU-T), titulada Notación para números de teléfono, direcciones de correo electrónico y direcciones web nacionales e internacionales. Proporciona directrices para la presentación de números telefónicos, direcciones de correo electrónico, y direcciones de web en impresiones, en membretes, y en propósitos similares.
Como fue descrito por el ITU, en E.123: "+" es el "Símbolo de Prefijo Internacional" utilizado en "número Telefónico, E.112323 notación internacional".